# Big Thing (Blue Zone-album)
A Big Thing Lisa Stansfield brit énekes-dalszerző és együttese a Blue Zone első, és ezidáig egyetlen stúdióalbuma, mely 1988 júniusában jelent meg. A dalokat Stansfield, Ian Devaney, Andy Morris írták. A producer Paul Staveley O'Duffy volt. Az album tartalmaz egy feldolgozást is, a Jackie melynek Ric Wake volt a producere. Az albumról három kislemezt jelentettek meg. Az "On Fire" , "Thinking About His Baby" és a "Jackie" című dalokat. 2016. november 18-án egy 2CD-ből álló deluxe változat került kiadásra az Egyesült Királyságban.

## Előzmények
A Blue Zone 1984-ben alakult, melynek tagjai: Lisa Stansfield - ének, Ian Devaney és Andy Morris pedig hangszeren játszott. 1986-ban a trió megjelentette két kislemezét a Love Will Wait, és a Finest Thing címűt. A lemezkiadó többször elhalasztotta az album kiadását, mely végül 1988 novemberében megjelent Európában, Észak-Amerikában, és Ausztráliában, valamint 1989 elején Japánban is. A 2016-os deluxe kiadásig az album nem jelent meg az Egyesült Királyságban.

## Tartalom
Az album eredetileg 11 dalt tartalmaz, tízet pedig az amerikai kiadás. A "Jackie" dalt eeredetileg Elisa Fiorillo rögzítette 1987-ben a "Summer School" című filmzenéhez. Az album producere Paul Staveley O'Duffy volt, kivéve a "Perfect Crime" című dalt, melynek az együttes és Ric Wake volt a producere. Az amerikai kiadás tartalmazza a "Perfect Crime" teljes változatát az introval együtt, melyet az album más kiadásain megvágtak.

## Kislemezek
Az album első kimásolt dala az On Fire 1987. október 26-án jelent meg, és a 99. helyezést érte el az Egyesült Királyságban. A második kislemez a Thinking About His Baby 1988. január 25-én jelent meg, és 79. helyezést érte el a brit kislemezlistán. 1988. július 26-án a Jackie jelent meg, mely az amerikai Billboard Hot 100-as listán az 54. helyezett volt, a Hot Dance Club Songs listán pedig a 27.

## Számlista
| #   | Cím                                         | Szerző(k)                                 | Producer(ek)                    | Hossz |
| --- | ------------------------------------------- | ----------------------------------------- | ------------------------------- | ----- |
| 1.  | Jackie                                      | Billy Steinberg, Tom Kelly                | Paul Staveley O'Duffy, Ric Wake | 3:49  |
| 2.  | Thinking About His Baby                     | Lisa Stansfield, Ian Devaney, Andy Morris | O'Duffy                         | 4:03  |
| 3.  | Without a Word to Say                       | Stansfield, Devaney, Morris               | O'Duffy                         | 3:40  |
| 4.  | Sugar Tree                                  | Stansfield, Devaney, Morris               | O'Duffy                         | 4:18  |
| 5.  | Her Seedy Life                              | Stansfield, Devaney, Morris               | O'Duffy                         | 4:51  |
| 6.  | Perfect Crime                               | Stansfield, Devaney, Morris               | Blue Zone, Wake                 | 4:16  |
| 7.  | One Kiss                                    | Stansfield, Devaney, Morris               | O'Duffy                         | 4:58  |
| 8.  | Greedy Love                                 | Stansfield, Devaney, Morris               | O'Duffy                         | 4:39  |
| 9.  | On Fire                                     | Stansfield, Devaney, Morris               | O'Duffy                         | 3:47  |
| 10. | We Will Cry                                 | Stansfield, Devaney, Morris               | O'Duffy                         | 4:57  |
| 11. | Feel It From Inside (not on the US edition) | Stansfield, Devaney, Morris               | O'Duffy                         | 4:40  |

| 1.  | Jackie                  | Steinberg, Kelly            | O'Duffy, Wake                     | 3:49 |
| 2.  | Thinking About His Baby | Stansfield, Devaney, Morris | O'Duffy                           | 4:03 |
| 3.  | Without a Word to Say   | Stansfield, Devaney, Morris | O'Duffy                           | 3:40 |
| 4.  | Sugar Tree              | Stansfield, Devaney, Morris | O'Duffy                           | 4:18 |
| 5.  | Her Seedy Life          | Stansfield, Devaney, Morris | O'Duffy                           | 4:51 |
| 6.  | Perfect Crime           | Stansfield, Devaney, Morris | Blue Zone, Wake                   | 4:16 |
| 7.  | One Kiss                | Stansfield, Devaney, Morris | O'Duffy                           | 4:58 |
| 8.  | Greedy Love             | Stansfield, Devaney, Morris | O'Duffy                           | 4:39 |
| 9.  | On Fire                 | Stansfield, Devaney, Morris | O'Duffy                           | 3:47 |
| 10. | We Will Cry             | Stansfield, Devaney, Morris | O'Duffy                           | 4:57 |
| 11. | Feel It From Inside     | Stansfield, Devaney, Morris | O'Duffy                           | 4:40 |
| 12. | Big Thing               | Stansfield, Devaney, Morris | Blue Zone                         | 4:59 |
| 13. | Love Will Wait          | Stansfield, Devaney, Morris | Blue Zone, Chris Porter           | 4:03 |
| 14. | Finest Thing            | Stansfield, Devaney, Morris | Blue Zone, Porter, Pete Wingfield | 4:23 |
| 15. | There Was I             | Stansfield, Devaney, Morris | Blue Zone                         | 4:39 |
| 16. | Dirty Talk              | Stansfield, Devaney, Morris | Blue Zone                         | 4:43 |
| 17. | Be the Sugar            | Stansfield, Devaney, Morris | Blue Zone                         | 4:59 |
| 18. | Chance It               | Stansfield, Devaney, Morris | O'Duffy                           | 3:44 |

| 1.  | Big Thing (Extended Version)               | Stansfield, Devaney, Morris | Blue Zone                    | 6:41 |
| 2.  | On Fire (Conflagration Mix)                | Stansfield, Devaney, Morris | O'Duffy                      | 8:09 |
| 3.  | Thinking About His Baby (Extended Version) | Stansfield, Devaney, Morris | O'Duffy                      | 6:59 |
| 4.  | Jackie (Wake Up Mix)                       | Steinberg, Kelly            | O'Duffy, Wake                | 7:04 |
| 5.  | Love Will Wait (Extended Version)          | Stansfield, Devaney, Morris | Blue Zone, Porter            | 6:51 |
| 6.  | Finest Thing (Extended Version)            | Stansfield, Devaney, Morris | Blue Zone, Porter, Wingfield | 6:38 |
| 7.  | On Fire (Extended Version)                 | Stansfield, Devaney, Morris | O'Duffy                      | 5:42 |
| 8.  | Jackie (Shotgun Scream Mix)                | Steinberg, Kelly            | O'Duffy, Wake                | 5:02 |
| 9.  | Love Will Wait (Re-Mix)                    | Stansfield, Devaney, Morris | Blue Zone, Porter            | 5:37 |
| 10. | Finest Thing (U.S. Remix)                  | Stansfield, Devaney, Morris | Blue Zone, Porter, Wingfield | 6:01 |
| 11. | On Fire (Dub) (Embers Mix)                 | Stansfield, Devaney, Morris | O'Duffy                      | 6:39 |
| 12. | Big Thing (Big Dub Club Mix)               | Stansfield, Devaney, Morris | Blue Zone                    | 7:36 |

## Kiadási előzmények
| Régió            | Dátum | Label  | Formátum | Katalógus |
| ---------------- | ----- | ------ | -------- | --------- |
| Európa           | 1988  | Arista | LP       | 209 229   |
| Európa           | 1988  | Arista | CD       | 259 229   |
| Egyesült Államok | 1988  | Arista | LP       | AL-8552   |
| Egyesült Államok | 1988  | Arista | CD       | ARCD-8552 |
| Ausztrália       | 1988  | Arista | LP       | VPL1 7637 |
| Japán            | 1989  | Arista | CD       | A32D-75   |